# Reaktivni vlak
Reaktivni vlak je hitri vlak, ki ga poganja reaktivni motor. Motor poganja vlak s potiskom in ne poganja koles, kot pri konvencionalnem vlaku. Zgradili so nekaj primerkov za eksperimentiranje visokih hitrostih. 
Ameriški vlak M-497 Black Beetle je dosegel hitrost 296 km/h. 
V Sovjetski zvezi so zgradili vlak "SVL", ki je dosegel 250 km/h. 
Ta način pogona je glasen in zelo energetsko potraten, poraba goriva je precej večja, kot če bi uporabljali batne ali turbogredne motorje za pogon koles.